# Changan CS75
Changan CS75 — компактный кроссовер, выпускающийся с 2013  года китайской компанией Changan.

## История
Автомобиль Changan CS75 дебютировал в 2013 году в Гуанчжоу. Серийно автомобиль начал производиться в 2014 году. Его цены составляли от 108800 до 143800 юаней.
Модель оснащалась двигателями внутреннего сгорания объёмом 1,8—2 литра, мощностью 158—180 л. с. и крутящим моментом 260 Н*м. Каждый двигатель сочетался в паре с механической или же автоматической трансмиссией.

В Европе цена составляла 20000 евро.

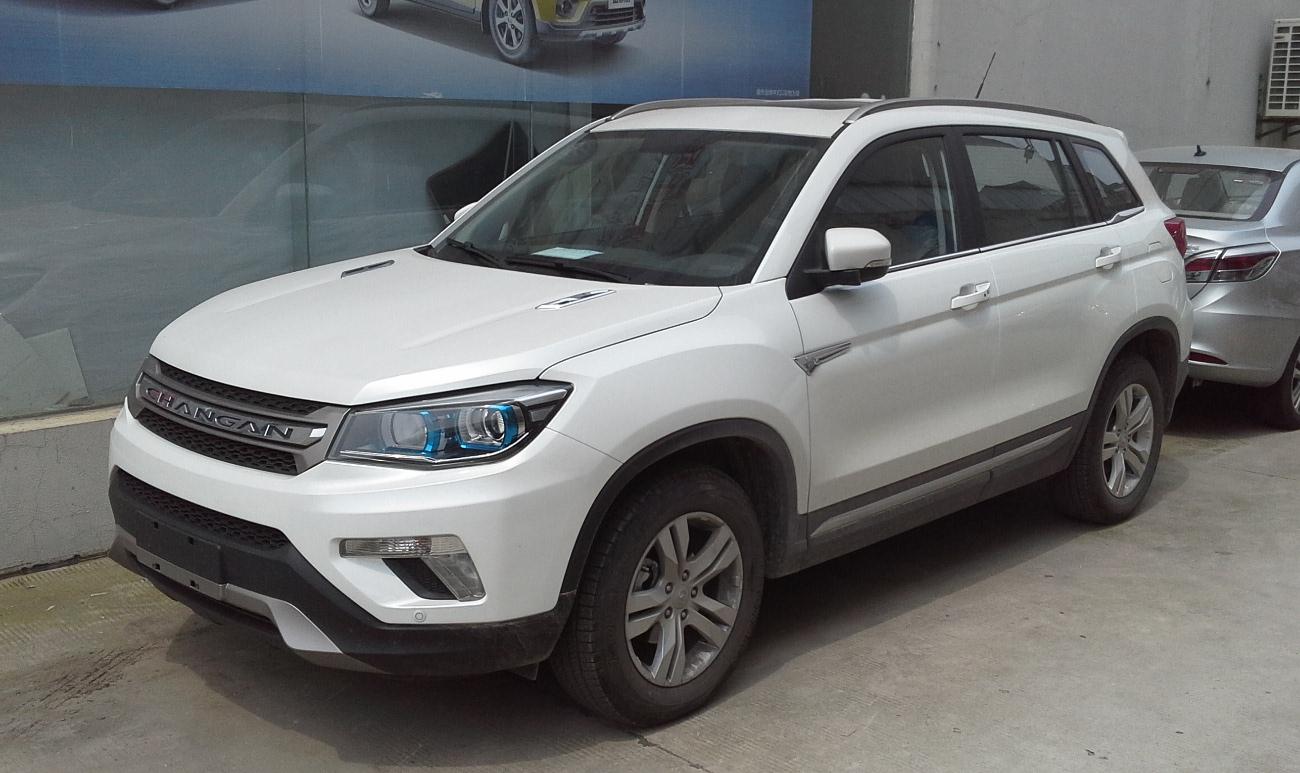
Changan CS75
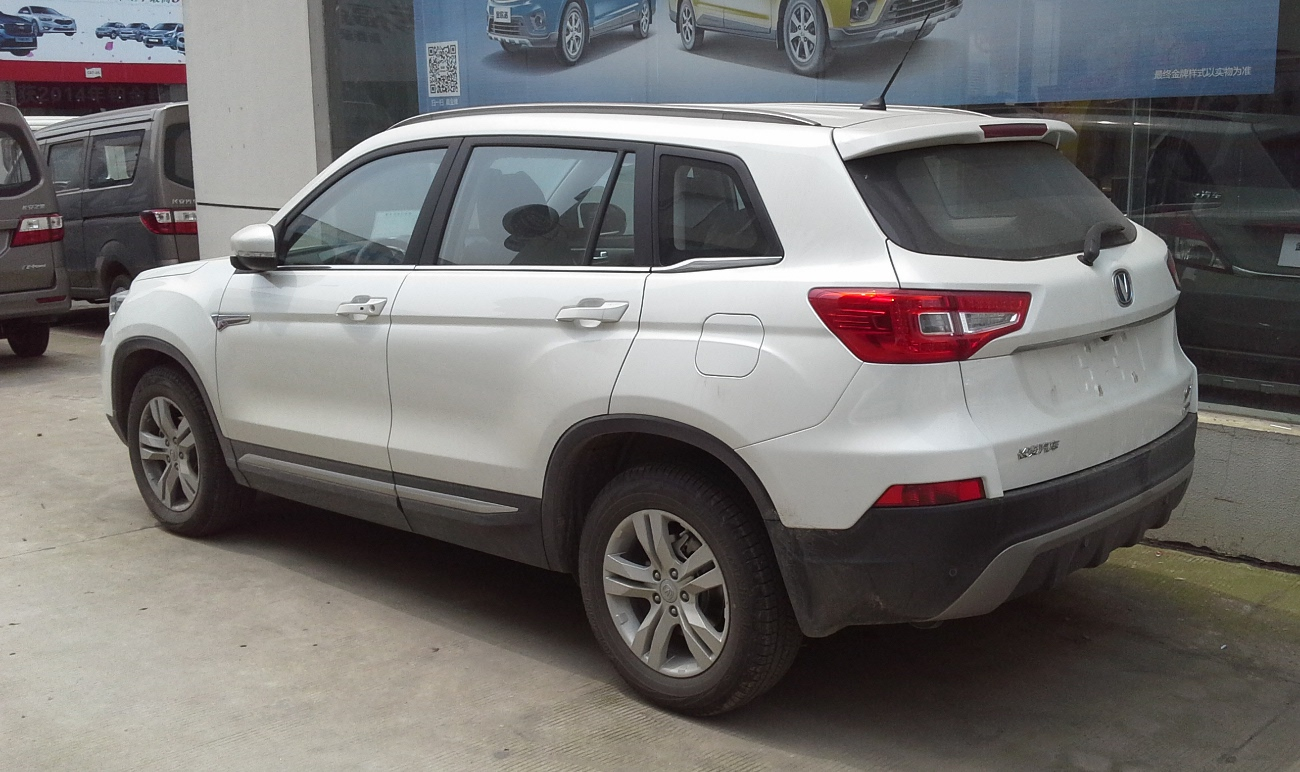
Вид сзади

В 2018 году автомобиль прошёл рестайлинг переднего бампера, радиаторной решётки и задних фонарей. Модель оснащалась двигателем внутреннего сгорания объёмом 1,5 литра, мощностью 178 л. с. и крутящим моментом 265 Н*м. Двигатель сочетался в паре с шестиступенчатой механической и семиступенчатой трансмиссией с двойным сцеплением. В сентябре 2018 года начались продажи гибридного автомобиля CS75 PHEV. Его расход топлива составлял 5,1 л на 100 км. Максимальная скорость составляла 180 км/ч, а до 100 км/ч автомобиль разгоняется за 8,6 секунд.

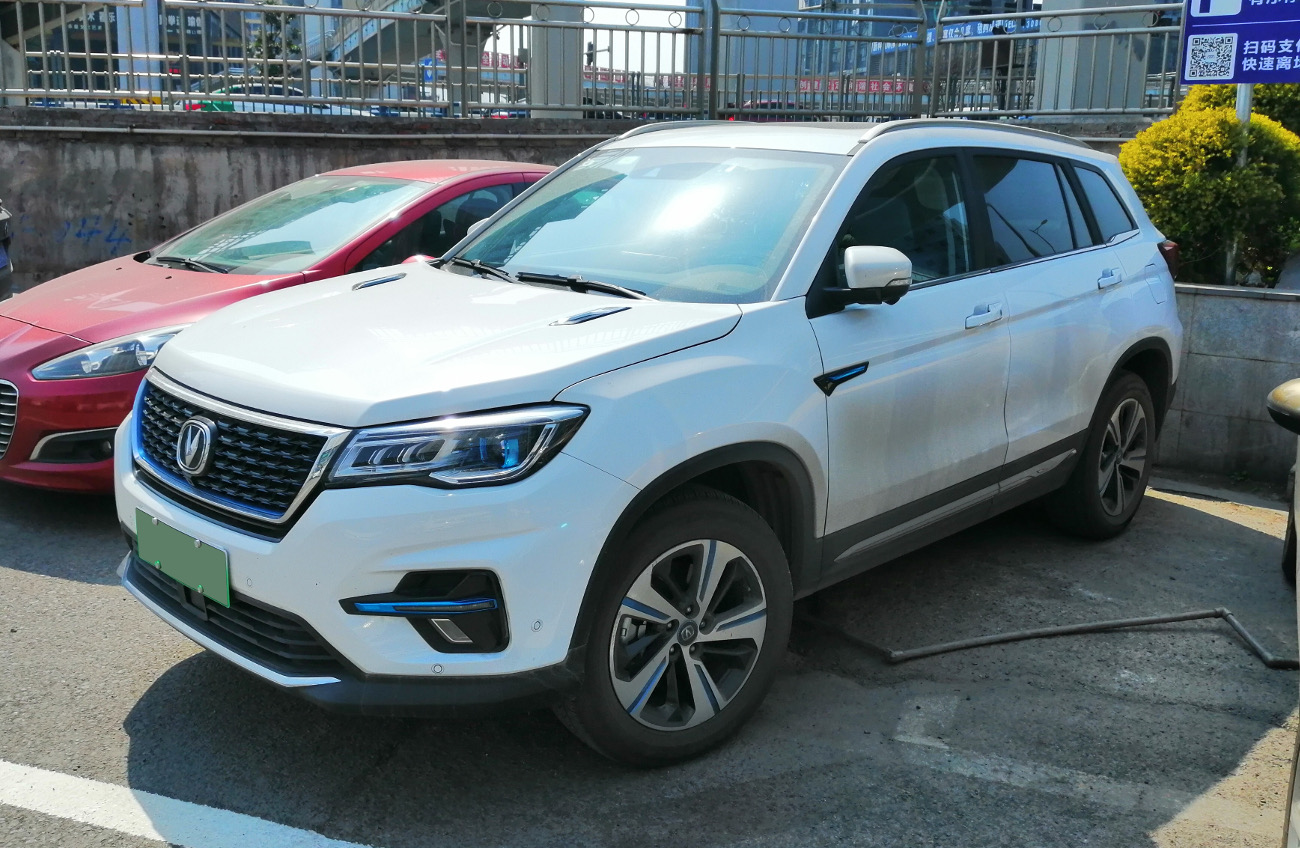
Changan CS75 PHEV
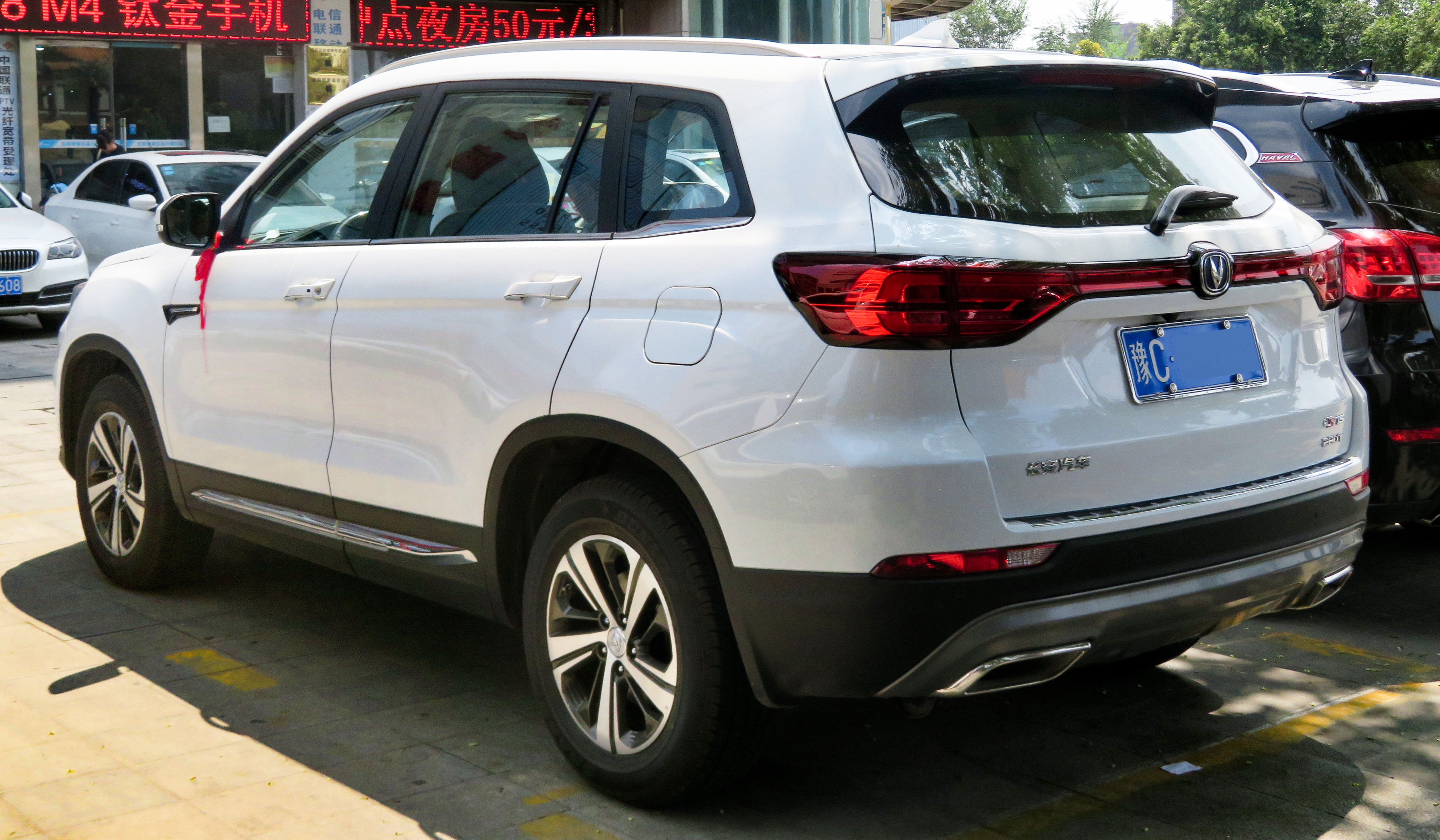
Рестайлинг задней части

В октябре 2022 года обновлённая версия Changan CS75 получила название CS75 Blue Whale Edition с изменённым дизайном переднего бампера. Автомобиль оснащается двигателем внутреннего сгорания с турбонаддувом Blue Whale NE1 объёмом 1,5 литра, мощностью 180 л. с. и крутящим моментом 300 Н*м.

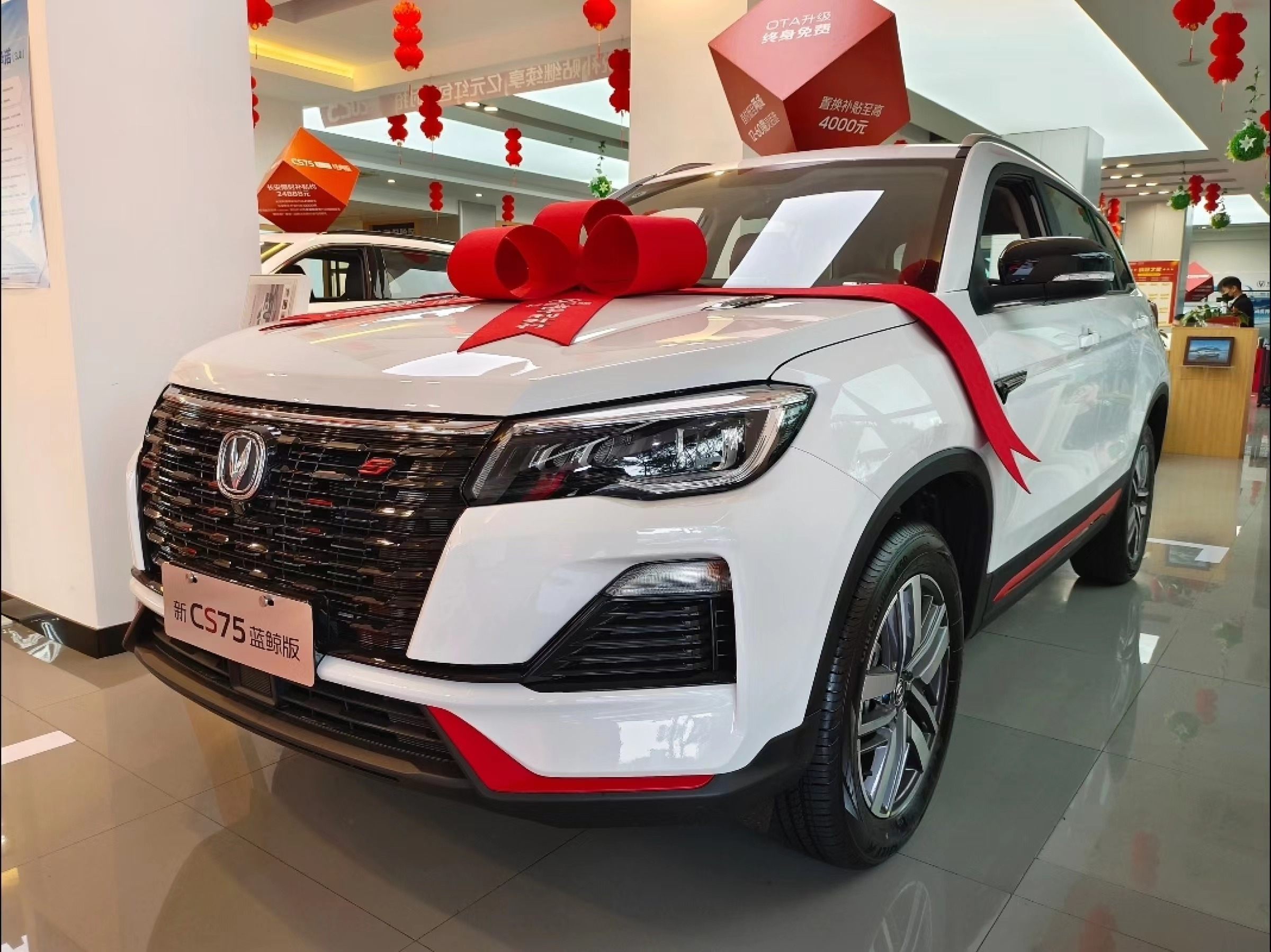
Changan CS75 Blue Whale Edition
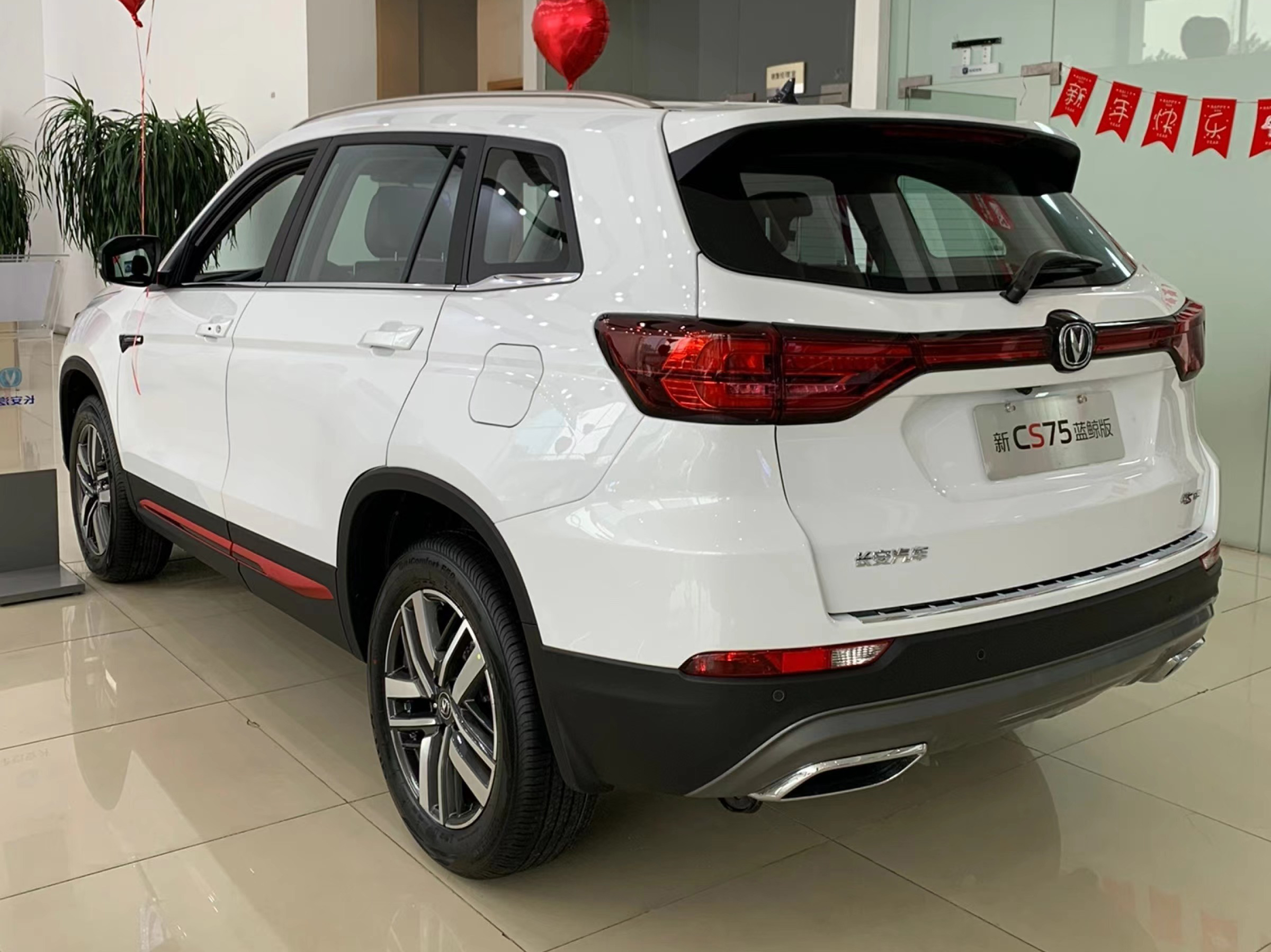
Вид сзади

## Продажи в Европе
В 2024 году в Беларуси компания Лозанж получила статус эксклюзивного дистрибьютора легковых автомобилей Changan. Первые партии Changan CS75 поступят к концу года.